# Бенджамін Кіпту
Бенджамін Колум Кіпту (1979, Капсабет) — кенійський марафонець.
На початку своєї професійної кар'єри він був пейсмейкером. На чемпіонаті світу 2009 року біг марафонську дистанцію, але не зміг фінішувати.

## Досягнення
- Переможець Пекінського марафону 2008 року — 2:10.14
- Переможець Римського марафону 2009 року — 2:07.17
- Переможець Чхунчхонського марафону 2010 року — 2:07.54
- Переможець Паризького марафону 2011 року — 2:06.29